# Grenze zwischen Belarus und Russland
Die Grenze zwischen Belarus und Russland ist die Staatsgrenze zwischen Russland und Belarus. Vor 1991 war es die Grenze zwischen der Russischen Sozialistischen Föderativen Sowjetrepublik und der Weißrussischen Sozialistischen Sowjetrepublik. Die Grenze besteht formal, unterliegt jedoch aufgrund des Unionsstaatsvertrages und der Eurasischen Union keiner Zollkontrolle oder Abgabe.
Die Länge der Grenze beträgt 1239 km, einschließlich 857,7 km Land, 362,3 km Fluss und 19 km See.

## Geschichte
Die Grenze zwischen der Republik Belarus und der Russischen Föderation wurde nach der Auflösung der Sowjetunion im Dezember 1991 offiziell festgelegt. Im Mai 1995 gruben Aljaksandr Lukaschenka und der damalige russische Premierminister Wiktor Stepanowitsch Tschernomyrdin einen symbolischen Grenzposten in der Oblast Smolensk auf die Grenze zwischen den beiden Ländern, obwohl die Grenzschutzbehörden weiterhin in Pskow und Smolensk stationiert waren und es im belarussischen Brest Kommandanturbüros gab, die die operative Deckung der Außengrenzen wahrnahmen.
Im Juni 2009 richtete Belarus aufgrund des Milchkrieges Zollposten ein und schickte Zollbeamte an die Grenze. Belarus entfernte die Beamten später und baute die Posten Ende des Monats ab, nachdem der Handelsstreit geklärt war.
Am 1. April 2011 wurde die Zollkontrolle an der Grenze offiziell abgeschafft. Gemäß einer Vereinbarung übermitteln die belarussischen Verkehrsbehörden, wenn sie Unregelmäßigkeiten in den kontrollierten Parametern eines Fahrzeugs, das Fehlen erforderlicher Dokumente oder Unregelmäßigkeiten in den Dokumenten feststellen, dem Fahrer eine Mitteilung über die festgestellten Mängel und weisen ihn über die zu beschaffenden Dokumente hin erhalten werden, bevor sie das Gebiet der anderen Seite erreichen. Sie informieren einen Spediteur auch über die Kontrollpunkte auf der anderen Seite und berücksichtigen dabei die Route eines Spediteurs, wo ein Spediteur den Nachweis vorlegen muss, dass die Abweichungen bei den kontrollierten Parametern des Fahrzeugs behoben wurden, sowie die in der Mitteilung genannten Dokumente. Nach Erhalt einer solchen Mitteilung muss sich der Spediteur am russischen Kontrollpunkt bestätigen lassen, dass die Unregelmäßigkeiten beseitigt wurden. Das Fahrzeug darf das Hoheitsgebiet des Unionsstaates erst verlassen, nachdem der Beförderer die Mitteilung mit der russischen Bestätigung vorgelegt hat.
Im April 2012 trafen sich die Grenzkomiteen von Belarus und Russland in Hrodna. Bei dem Treffen sagte Grigori Rapota, Staatssekretär des belarussisch-russischen Unionsstaates, dass für das Projekt 2,857 Millionen russische Rubel aus dem Unionshaushalt bereitgestellt worden seien. Das Geld floss unter anderem in die Anschaffung von zwei Hubschraubern für belarussische Grenzkontrolleinheiten und die Weiterbildung belarussischer Grenzschutzbeamter in Russland.
Bei Reisen zwischen Russland und Belarus gibt es praktisch keine Grenzkontrollen, aber seit Oktober 2016 führt Russland Dokumentenkontrollen und Verbote für Drittstaatsangehörige bei Reisen von Belarus nach Russland auf der Straße ein, da dies nach russischem Recht für Dritte verboten ist. Staatsangehörige dürfen ohne Grenzkontrollen nach Russland einreisen, und an der offenen Grenze gibt es keine Grenzkontrollen. Besuchern wird von der polnischen Botschaft in Weißrussland empfohlen, über Lettland oder die Ukraine auf das russische Festland einzureisen.
Flugreisen zwischen Belarus und Russland wurden vor Mai 2017 als Inlandsflüge behandelt und unterlagen keinen Grenzkontrollen (es gibt jedoch Identitätskontrollen wie bei normalen Inlandsflugreisen in Russland und Belarus). Bei Drittstaatsangehörigen führt Russland jedoch eine vollständige Grenzkontrolle durch. Bei russischen und weißrussischen Staatsbürgern wird jedoch abgesehen von einer einfachen Identitätskontrolle keine formelle Grenzkontrolle durchgeführt.
Am 16. März 2020 beschloss Russland, seine Grenze zu Belarus aufgrund der COVID-19-Pandemie zu schließen. Am 29. Juli 2020 erklärte der Staatssekretär des Sicherheitsrats der Republik Belarus A. Ravkov, dass Belarus „die operative Abdeckung der Staatsgrenze erheblich verstärken werde“. Am 31. Juli 2020 wurden zusätzliche Kräfte des russischen Grenzdienstes abgezogen.
Zur Anfangszeit des russischen Überfalls auf die Ukraine wurde die russische Militärpräsenz im Land verstärkt, jedoch im September 2022 aufgrund Gebietsverlusten in der Ukraine weitgehend eingestellt.